# پیتای مورچه‌خوار سینه‌موجی
پیتای مورچه‌خوار سینه‌موجی (نام علمی: Grallaricula loricata)، یک گونه از پرندگان خانواده پیتایان مورچه‌خوار و بومی در رشته ساحلی ونزوئلا است .
زیستگاه طبیعی آن جنگل‌های کوهستانی نمناک نیمه‌گرمسیری یا گرمسیری است. نابودی زیستگاه آن را تهدید می‌کند.